# Agujero blanco

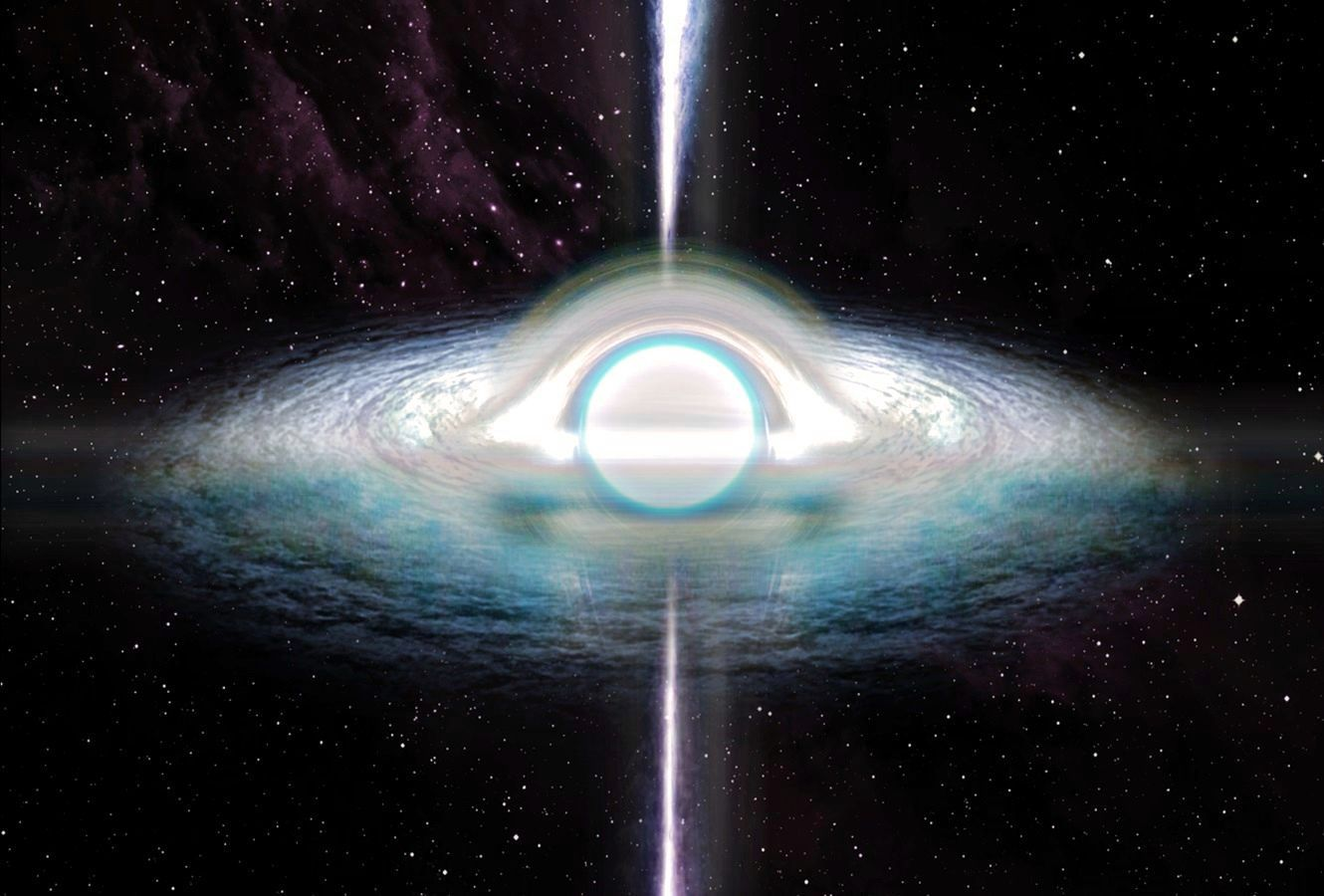
Recreación artística de un agujero blanco.

Agujero blanco es un término propuesto para definir una solución a las ecuaciones del campo gravitatorio de Einstein, cuya existencia se cree imposible, debido a las condiciones tan especiales que requiere.
Se trata de una región finita del espacio-tiempo, visible como objeto celeste con una densidad tal que deforma el espacio, pero que, a diferencia del agujero negro, deja escapar materia y energía en lugar de absorberla. De hecho, ningún objeto puede permanecer en el interior de dicha región durante un tiempo infinito. Por ello se define un agujero blanco como el reverso temporal de un agujero negro: el agujero negro absorbe a su interior a la materia. En cambio, el agujero blanco la expulsa.
Los más importantes avances en esta teoría son debidos a los trabajos independientes de los matemáticos Ígor Nóvikov y Yuval Ne'eman en la década de 1960, basados en la solución de Kruskal-Schwarzschild de las ecuaciones de la relatividad general.
El agujero negro de Schwarzschild es descrito como una singularidad en la cual una geodésica puede solo ingresar, tal tipo de agujero negro incluye dos tipos de horizonte: un horizonte "futuro" (es decir, una región de la cual no se puede salir una vez que se ha ingresado en ella, y en la cual el tiempo —con el espacio— son curvados hacia el futuro), y un horizonte "pasado", el horizonte pasado tiene por definición la de una región donde es imposible la estancia y de la cual solo se puede salir; el horizonte pasado entonces ya correspondería a un agujero blanco
En el caso de un agujero negro de Reißner-Nordstrøm el agujero blanco pasa a ser —por ahora siempre hipotéticamente— la "salida" de un agujero negro en otro "universo", es decir, otra región asintóticamente plana similar a la región de la que procede un objeto emergente por ese otro tipo de agujero. La carga eléctrica del agujero del Reissner-Nordstrøm proporciona un mecanismo físico más razonable para construir posibles agujeros blancos.

## Descripción general
Al igual que los agujeros negros, los agujeros blancos tienen propiedades como masa, carga y momento angular. Atraen materia como cualquier otra masa, pero los objetos que caen hacia un agujero blanco nunca alcanzarían realmente el horizonte de sucesos del agujero blanco (aunque en el caso de la solución de Schwarzschild extendida al máximo, que se analiza más adelante, el horizonte de sucesos del agujero blanco en el pasado se convierte en un horizonte de sucesos negro). horizonte de sucesos del agujero negro en el futuro, por lo que cualquier objeto que caiga hacia él en algún momento alcanzará el horizonte del agujero negro). Imaginemos un campo gravitacional, sin superficie. La aceleración debida a la gravedad es mayor en la superficie de cualquier cuerpo. Pero como los agujeros negros carecen de superficie, la aceleración debida a la gravedad aumenta exponencialmente, pero nunca alcanza un valor final al no existir una superficie considerada en una singularidad.
En mecánica cuántica, el agujero negro emite radiación de Hawking y por eso puede alcanzar el equilibrio térmico con un gas de radiación (no obligatorio). Debido a que un estado de equilibrio térmico es invariante en la inversión del tiempo, Stephen Hawking argumentó que la inversión del tiempo de un agujero negro en equilibrio térmico da como resultado un agujero blanco en equilibrio térmico (cada uno de los cuales absorbe y emite energía en grados equivalentes). En consecuencia, esto puede implicar que los agujeros negros y los agujeros blancos tienen una estructura recíproca, donde la radiación de Hawking de un agujero negro ordinario se identifica con la emisión de energía y materia de un agujero blanco. El argumento semiclásico de Hawking se reproduce en un tratamiento AdS/CFT de mecánica cuántica, donde un agujero negro en el espacio-tiempo anti de Sitter es descrito por un gas térmico en una teoría de campo de gauge, cuya inversión temporal es la misma que él mismo.

## Origen

Diagrama de Kruskal, en que se muestra la región de agujero negro (zona blanca adyacente a la zona gris superior), la región de agujero blanco (zona blanca adyacente a la zona gris inferior), y las dos regiones asintóticamente planas en blanco, a izquierda y derecha, las cuales describen el campo gravitatorio en los alrededores de un cuerpo esférico.

La posibilidad de la existencia de agujeros blancos fue propuesta por el cosmólogo soviético Ígor Nóvikov en 1964, desarrollada por Nikolái Kardashov. Los agujeros blancos se predicen como parte de una solución a las ecuaciones de campo de Einstein conocida como la versión máximamente extendida de la métrica de Schwarzschild que describe un agujero negro eterno sin carga ni rotación. Aquí, "máximamente extendido" se refiere a la idea de que el espacio-tiempo no debería tener "bordes": para cualquier trayectoria posible de una partícula en caída libre (siguiendo una geodésica) en el espacio-tiempo, debería ser posible continuar este camino arbitrariamente lejos en el futuro de la partícula, a menos que la trayectoria golpee una singularidad gravitacional como la que se encuentra en el centro del interior del agujero negro. Para satisfacer este requisito, resulta que además de la región interior del agujero negro a la que entran las partículas cuando caen a través del horizonte de sucesos desde el exterior, debe haber una región interior del agujero blanco separada, que nos permita extrapolar las trayectorias de partículas que un observador externo ve elevarse desde el horizonte de sucesos. Para un observador externo que utiliza las coordenadas de Schwarzschild, las partículas que caen tardan un tiempo infinito en alcanzar el horizonte del agujero negro infinitamente lejos en el futuro, mientras que las partículas salientes que pasan por delante del observador han estado viajando hacia afuera durante un tiempo infinito desde que cruzaron el horizonte del agujero blanco infinitamente lejos en el pasado (sin embargo, las partículas u otros objetos experimentan sólo un tiempo propio finito entre cruzar el horizonte y pasar ante el observador exterior). El agujero negro/agujero blanco parece "eterno" desde la perspectiva de un observador externo, en el sentido de que las partículas que viajan hacia afuera desde la región interior del agujero blanco pueden pasar al observador en cualquier momento, y las partículas que viajan hacia adentro, que en algún momento llegarán al agujero negro. La región interior del agujero también puede pasar al observador en cualquier momento.
Así como hay dos regiones interiores separadas del espacio-tiempo máximamente extendido, también hay dos regiones exteriores separadas, a veces llamadas dos "universos" diferentes, y el segundo universo nos permite extrapolar algunas posibles trayectorias de partículas en las dos regiones interiores. Esto significa que la región interior del agujero negro puede contener una mezcla de partículas que cayeron desde cualquier universo (y por lo tanto, un observador que cayó desde un universo podría ser capaz de ver la luz que cayó desde el otro), y también partículas desde la región interior del agujero blanco puede escapar a cualquiera de los universos. Las cuatro regiones se pueden ver en un diagrama espacio-temporal que utiliza las coordenadas de Kruskal-Szekeres (ver figura). 
En este espacio-tiempo, es posible crear sistemas de coordenadas tales que si eliges una hipersuperficie de tiempo constante (un conjunto de puntos que tienen todos la misma coordenada temporal, de modo que cada punto de la superficie tenga una separación similar al espacio, dando lo que se llama una 'superficie similar al espacio') y dibuje un "diagrama de incrustación" que represente la curvatura del espacio en ese momento, el diagrama de incrustación se verá como un tubo que conecta las dos regiones exteriores, conocido como "Puente de Einstein-Rosen" o agujero de gusano de Schwarzschild. Dependiendo de dónde se elija la hipersuperficie similar al espacio, el puente Einstein-Rosen puede conectar dos horizontes de sucesos de agujeros negros en cada universo (con puntos en el interior del puente siendo parte de la región de agujeros negros del espacio-tiempo), o dos horizontes de sucesos de agujeros blancos en cada universo (con los puntos en el interior del puente formando parte de la región del agujero blanco). Sin embargo, es imposible usar el puente para cruzar de un universo a otro, porque es imposible entrar en el horizonte de sucesos de un agujero blanco desde el exterior, y cualquiera que entre en un horizonte de agujeros negros desde cualquiera de los universos inevitablemente chocará con la singularidad del agujero negro.
Tenga en cuenta que la métrica de Schwarzschild extendida al máximo describe un agujero negro/agujero blanco idealizado que existe eternamente desde la perspectiva de los observadores externos; un agujero negro más realista que se forma en un momento determinado a partir de una estrella en colapso requeriría una métrica diferente. Cuando la materia estelar que cae se agrega a un diagrama de la historia de un agujero negro, se elimina la parte del diagrama correspondiente a la región interior del agujero blanco. Pero debido a que las ecuaciones de la relatividad general son reversibles en el tiempo (exhiben simetría de inversión del tiempo), la relatividad general también debe permitir la inversión del tiempo de este tipo de agujero negro "realista" que se forma a partir del colapso de la materia. El caso invertido en el tiempo sería un agujero blanco que existe desde el inicio del universo, y que emite materia hasta que finalmente "explota" y desaparece. A pesar de que estos objetos están permitidos teóricamente, los físicos no los toman tan en serio como los agujeros negros, ya que no habría procesos que condujeran naturalmente a su formación; sólo podrían existir si se construyeran en las condiciones iniciales del Big Bang. Además, se predice que tal agujero blanco sería altamente "inestable" en el sentido de que si una pequeña cantidad de materia cayera hacia el horizonte desde el exterior, esto evitaría la explosión del agujero blanco vista por observadores distantes. y la materia emitida por la singularidad nunca podrá escapar del radio gravitacional del agujero blanco. 

## Propiedades
Dependiendo del tipo de solución de agujero negro considerada, existen varios tipos de agujeros blancos. En el caso del agujero negro de Schwarzschild mencionado anteriormente, una geodésica que surge de un agujero blanco proviene de la "singularidad gravitacional" que contiene. En el caso de un agujero negro que posee una carga eléctrica ψ ** Ώ ** ώ ( agujero negro de Reissner-Nordström ) o un momento angular, entonces el agujero blanco resulta ser la "puerta de salida" de un agujero negro que existe en otro universo.. Esta configuración de agujero negro-agujero blanco se llama agujero de gusano. En ambos casos, sin embargo, no es posible llegar a la región "dentro" del agujero blanco, por lo que su comportamiento - y, en particular, lo que puede salir de él - es completamente imposible de predecir. En este sentido, un agujero blanco es una configuración según la cual no se puede predecir la evolución del universo, porque no es determinista. Una "singularidad desnuda" es otro ejemplo de configuración no determinista, pero no tiene el estatus de agujero blanco porque no hay ninguna región inaccesible desde una región determinada. En su concepción básica, el Big Bang puede verse como una singularidad desnuda en el espacio exterior, pero no corresponde a un agujero blanco. 

## Relevancia física
En su modo de formación, un agujero negro proviene de un residuo de una estrella masiva cuyo núcleo se contrae hasta convertirse en un agujero negro. Esta configuración no es estática: partimos de un cuerpo masivo y extendido que se contrae para formar un agujero negro. Por lo tanto, el agujero negro no existe por toda la eternidad y no existe un agujero blanco correspondiente.
Para poder existir, un agujero blanco debe surgir de un proceso físico que conduzca a su formación o estar presente desde la creación del universo. Ninguna de estas soluciones parece satisfactoria: no se conoce ningún proceso astrofísico que pueda conducir a la formación de tal configuración, e imponerla desde la creación del universo equivale a asumir un conjunto muy específico de condiciones iniciales que no tienen ninguna motivación concreta. También la existencia de agujeros blancos parece difícil de considerar.
En vista de las enormes cantidades radiadas por los quásares, cuya luminosidad permite observarlos a varios miles de millones de años luz de distancia, se suponía que eran la sede de fenómenos físicos exóticos, como un agujero blanco, o un fenómeno de continua creación de la materia (ver el artículo sobre la teoría del estado estacionario ). Estas ideas ahora están abandonadas, ya que las propiedades observadas de los quásares se explican muy bien por las de un disco de acreción en cuyo centro se encuentra un agujero negro supermasivo. 

## Big Bang/Agujero Blanco Supermasivo
Una visión de los agujeros negros propuesta por primera vez a finales de los años 1980 podría interpretarse como que arroja algo de luz sobre la naturaleza de los agujeros blancos clásicos. Algunos investigadores han propuesto que cuando se forma un agujero negro, puede ocurrir un Big Bang en el núcleo/ singularidad, lo que crearía un nuevo universo que se expandiría fuera del universo original. 
La teoría de la gravedad de Einstein-Cartan-Sciama-Kibble extiende la relatividad general eliminando una restricción de la simetría de la conexión afín y considerando su parte antisimétrica, el tensor de torsión, como una variable dinámica. La torsión explica naturalmente el momento angular intrínseco ( espín ) de la materia, de mecánica cuántica. Según la relatividad general, el colapso gravitacional de una masa suficientemente compacta forma un agujero negro singular. Sin embargo, en la teoría de Einstein-Cartan, el acoplamiento mínimo entre la torsión y los espinores de Dirac genera una interacción repulsiva espín-espín que es significativa en la materia fermiónica a densidades extremadamente altas. Esta interacción impide la formación de una singularidad gravitacional. En cambio, la materia que colapsa al otro lado del horizonte de sucesos alcanza una densidad enorme pero finita y rebota, formando un puente Einstein-Rosen regular. El otro lado del puente se convierte en un nuevo universo bebé en crecimiento. Para los observadores del universo bebé, el universo padre aparece como el único agujero blanco. En consecuencia, el universo observable es el interior de Einstein-Rosen de un agujero negro que existe como uno de los posiblemente muchos dentro de un universo más grande. El Big Bang fue un Big Rebote no singular en el que el universo observable tenía un factor de escala mínimo y finito. 
Un artículo de 2012 sostiene que el Big Bang en sí es un agujero blanco. Sugiere además que la aparición de un agujero blanco, al que se denominó "pequeña explosión", es espontánea: toda la materia se expulsa con un solo pulso. Así, a diferencia de los agujeros negros, los agujeros blancos no pueden observarse continuamente; más bien, sus efectos sólo pueden detectarse en torno al evento mismo. El artículo incluso proponía identificar un nuevo grupo de explosiones de rayos gamma con agujeros blancos. Muchos científicos sostienen que el universo no se forma a partir de la expulsión de materia por un agujero blanco, ya que la teoría sugiere que la materia en un agujero blanco no puede entrar desde el exterior.

### Hipótesis varias
A diferencia de los agujeros negros para los cuales existe un proceso físico bien estudiado, el colapso gravitatorio (que da lugar a agujeros negros cuando una estrella algo más masiva que el sol agota su "combustible" nuclear), no hay un proceso análogo claro que lleve con seguridad a producir agujeros blancos. Aunque se han apuntado algunas hipótesis:
- Los agujeros blancos como una especie de "salida" de los agujeros negros, ambos tipos de singularidades probablemente estarían conectadas por un agujero de gusano (notar que, como los agujeros blancos, los agujeros de gusano aún no han sido encontrados hasta ahora); cuando se descubrieron los cuásares se supuso que estos eran los buscados agujeros blancos pero en la actualidad tal supuesto ha sido descartado.[2]
- Otra idea generalizada en la actualidad es que los agujeros blancos serían muy inestables, durarían muy poco tiempo e incluso tras formarse podrían colapsar y transformarse en agujeros negros.
- Finalmente, se ha postulado que los agujeros blancos podrían ser el inverso temporal de un agujero negro.[3][4]
- En 2014, J. E. Madriz Aguilar, C. Moreno y M. Bellini, exploraron la posibilidad de que el Big Bang se hubiese producido por la explosión de un agujero blanco supermasivo.[5]

En la actualidad, muy pocos científicos creen en la existencia de agujeros blancos y se considera solo un ejercicio matemático sin contrapartida alguna en el mundo real.